# Rio Ghiurca Mică
O Rio Ghiurca Mică é um rio da Romênia, afluente do Buzău, localizado no distrito de Buzău.